# نادي هبوعيل القدس
نادي هبوعيل القدس هو نادي كرة قدم من مدينة القدس يلعب في الدوري الإسرائيلي الممتاز،تأسس النادي في 1926.